# Stazione di Makuhari
La Stazione di Makuhari (幕張駅?, Makuhari-eki) è una stazione ferroviaria situata nel quartiere di Hanamigawa-ku della città di Chiba, nella prefettura omonima, che serve la linea Chūō-Sōbu della JR East e la linea Keisei Chiba delle Ferrovie Keisei.

## Linee
- East Japan Railway Company
  - ■ Linea Chūō-Sōbu

## Struttura
La stazione è dotata di una banchina centrale a isola con due binari al livello del terreno. Sono presenti anche due binari laterali per i treni della linea Sōbu Rapida privi di banchine, in quanto i treni non fermano presso Makuhari.
| 1-2 | ■ Linea Chūō-Sōbu | per Nishi-Funabashi, Ichikawa, Akihabara, Shinjuku e Mitaka |
| 3-4 | ■ Linea Chūō-Sōbu | per Inage e Chiba                                           |

## Stazioni adiacenti
| «               | Servizio        | »               |
| Linea Chūō-Sōbu | Linea Chūō-Sōbu | Linea Chūō-Sōbu |
| --------------- | --------------- | --------------- |
| Makuhari-Hongō  | Locale          | Shin-Kemigawa   |